# Mickaël Cerielo
Mickaël Cériélo est un footballeur français né le 1er septembre 1984 à Cannes. Son poste de prédilection est celui d'arrière droit mais il peut également évoluer en tant que défenseur central.

## Biographie
Arrivé à l'âge de 9 ans au club de sa ville, l'AS Cannes, il y passe 6 années et demi avant de signer au CS Sedan alors en Ligue 2. 
En 2008, il rejoint La Berrichonne de Châteauroux, club dans lequel il joue 2 saisons, participant à 48 matchs de Ligue 2. Libre de tout contrat à l'été 2010, il choisit de retourner à l'AS Cannes à la grande satisfaction des supporters azuréens. L'année suivante, il signe au Red Star 93, où il réalisera deux bonnes saisons en National.

Le 5 juin 2013, il s'engage à nouveau avec son club formateur, l'AS Cannes. Malgré la relégation du club en Division d'Honneur Régionale, il décide de rester à Cannes pour aider le club de sa ville à retrouver les championnats nationaux. Le 10 mai 2015, il obtient la montée en Division d'Honneur.
Le 8 septembre 2018, à l'occasion de la quatrième journée du championnat de National 3 contre le FC Côte Bleue, il devient le joueur le plus capé de l'histoire de l'AS Cannes en jouant son 328e match sous les couleurs du club.

## Statistiques
| Saison                | Club                  | Championnat           | Championnat | Championnat | Coupe(s) nationale(s) | Coupe(s) nationale(s) | Total | Total |
| Saison                | Club                  | Division              | M.          | B.          | M.                    | B.                    | M.    | B.    |
| 2001-2002             | AS Cannes             | National              | 13          | 0           | 0                     | 0                     | 13    | 0     |
| 2002-2003             | AS Cannes             | National              | 28          | 0           | 1                     | 0                     | 29    | 0     |
| 2003-2004             | AS Cannes             | National              | 20          | 0           | 5                     | 1                     | 25    | 1     |
| 2004-2005             | AS Cannes             | National              | 37          | 1           | 0                     | 0                     | 37    | 1     |
| 2005-2006             | AS Cannes             | National              | 33          | 1           | 2                     | 0                     | 35    | 1     |
| 2006-2007             | AS Cannes             | National              | 31          | 1           | 2                     | 0                     | 33    | 1     |
| Sous-total            | Sous-total            | Sous-total            | 162         | 3           | 10                    | 1                     | 172   | 4     |
| 2007-2008             | CS Sedan-Ardennes     | Ligue 2               | 21          | 1           | 4                     | 0                     | 25    | 1     |
| Sous-total            | Sous-total            | Sous-total            | 21          | 1           | 4                     | 0                     | 25    | 1     |
| 2008-2009             | LB Châteauroux        | Ligue 2               | 35          | 0           | 7                     | 1                     | 42    | 1     |
| 2009-2010             | LB Châteauroux        | Ligue 2               | 13          | 0           | 0                     | 0                     | 13    | 0     |
| Sous-total            | Sous-total            | Sous-total            | 48          | 0           | 7                     | 1                     | 55    | 1     |
| 2010-2011             | AS Cannes             | National              | 24          | 0           | 3                     | 0                     | 27    | 0     |
| Sous-total            | Sous-total            | Sous-total            | 24          | 0           | 3                     | 0                     | 27    | 0     |
| 2011-2012             | Red Star FC           | National              | 32          | 0           | 3                     | 0                     | 35    | 0     |
| 2012-2013             | Red Star FC           | National              | 33          | 2           | 2                     | 0                     | 35    | 2     |
| Sous-total            | Sous-total            | Sous-total            | 65          | 2           | 5                     | 0                     | 70    | 2     |
| 2013-2014             | AS Cannes             | CFA                   | 18          | 1           | 9                     | 0                     | 27    | 1     |
| 2014-2015             | AS Cannes             | DHR                   | 25          | 6           | 4                     | 3                     | 29    | 9     |
| 2015-2016             | AS Cannes             | DH                    | 25          | 3           | 2                     | 0                     | 27    | 3     |
| 2016-2017             | AS Cannes             | DH                    | 24          | 1           | 3                     | 0                     | 27    | 1     |
| 2017-2018             | AS Cannes             | National 3            | 14          | 0           | 1                     | 0                     | 15    | 0     |
| 2018-2019             | AS Cannes             | National 3            | 23          | 1           | 2                     | 0                     | 25    | 1     |
| Sous-total            | Sous-total            | Sous-total            | 129         | 12          | 21                    | 3                     | 150   | 15    |
| Total sur la carrière | Total sur la carrière | Total sur la carrière | 449         | 18          | 50                    | 5                     | 499   | 23    |

## Palmarès
| - AS Cannes - Division d'Honneur Régionale - Vice-champion : 2015. - Division d'Honneur - Champion : 2017. - Vice-champion : 2016. |